# Џон Фокс Бергојн
Џон Фокс Бергојн (енгл. Sir John Fox Burgoyne, 1st Baronet, 1782 - 7. октобра 1871) био је британски фелдмаршал.

## Војна служба
Као генерал-мајор 1845. постао је инспектор свих тврђава. У кримском рату (1853-1859) утврђивао је Цариград и Дарданеле, а затим је без одређене функције руководио нападом на Севастопољ. Смењен је због спорог тока опсаде. Рехабилитован, постављен је за команданта целокупне британске инжињерије.